# المحطة (المقاطرة)

تعديل مصدري - تعديل

المحطة هي إحدى قرى عزلة المدجرة بمديرية المقاطرة التابعة لمحافظة لحج، بلغ تعداد سكانها 244 نسمة حسب تعداد اليمن لعام 2004.